# Bilimekia styliformis
Bilimekia styliformis är en insektsart som beskrevs av Fowler. Bilimekia styliformis ingår i släktet Bilimekia och familjen hornstritar. Inga underarter finns listade i Catalogue of Life.